# Théorie k-catégorique
Ne doit pas être confondu avec K-théorie.

En logique mathématique, une théorie est dite k-catégorique pour un nombre cardinal k si elle a exactement un modèle de cardinalité k (à isomorphisme près).

## Théorème de Łoś-Vaught

### Énoncé
Théorème de Łoś (pl)-Vaught — Toute théorie sans modèle fini qui est k-catégorique pour un certain cardinal k (infini) au moins égal à celui de son langage est complète.

### Exemples de telles théories complètes
- La théorie des ensembles infinis est k-catégorique pour tout cardinal k infini.
C'est une théorie du premier ordre en calcul des prédicats égalitaire pur qui comporte une infinité dénombrable d'axiomes, soit pour tout entier n ≥ 1 l'axiome « il existe au moins n éléments distincts » :
{\displaystyle \exists x_{1},x_{2},\ldots ,x_{n}\qquad \wedge _{1\leq i<j\leq n}~\neg (x_{i}=x_{j})}.
- Les quatre théories des ensembles densément ordonnés pour lesquels on précise s'ils ont ou non un premier ou un dernier élément[1] sont ℵ₀-catégoriques (en) et leurs modèles dénombrables sont isomorphes respectivement aux ensembles ordonnés de rationnels
{\displaystyle \left]0,1\right[\cap \mathbb {Q} ,\qquad \left[0,1\right[\cap \mathbb {Q} ,\qquad \left]0,1\right]\cap \mathbb {Q} ,\qquad \left[0,1\right]\cap \mathbb {Q} }.

## Théorème de Morley
Théorème de Morley — Si une théorie dans un langage au plus dénombrable est k-catégorique pour un certain cardinal k strictement supérieur au dénombrable, alors elle l'est pour tous.